# Anna Marie Hahn
Anna Marie Hahn (Baviera, 7 de julho de 1906 — Penitenciária Estadual de Ohio, 7 de dezembro de 1938) foi uma assassina em série teuto-americana.
Sendo a mais jovem de doze filhos, alegou ter tido um caso com um médico de Viena, no entanto, não foi encontrado nenhum médico vienense com o nome que ela alegava. Anna teve um filho, fruto do suposto caso mencionado, chamado Oskar. Sua família, escandalizada com o ocorrido, mandou-a para os Estados Unidos em 1929, enquanto seu filho permaneceu em Baviera com os pais de Anna. Hospedada com os parentes Max e Anna Doeschel na cidade de Cincinnati em Ohio, conheceu um também imigrante alemão, Philip Hahn, com quem se casou em 1930. Anna Marie retornou brevemente à Alemanha para encontrar Oskar e o trio viveu como uma família.
Anna teria começado a envenenar e a roubar idosos na comunidade alemã de Cincinnati para prosseguir com seu vício em jogos. Ernst Kohler, que morreu em 6 de maio de 1933, foi acreditado como sua primeira vítima. Anna era "amiga" dele e, pouco antes de sua morte, Kohler deixou uma casa em seu nome.
Sua próxima suposta vítima, Albert Parker, com 72 anos, também morreu logo após Anna começar a cuidar dele. Antes da morte de Parker, ela assinou uma IOU (do inglês "I owe you", um contrato informal de dívida nos países anglófonos) no valor de mil dólares que ela havia pêgo emprestado dele, mas, depois de sua morte, o documento foi descartado ou simplesmente “desapareceu”.
Jacob Wagner, 78 anos, morreu em 3 de junho de 1937, deixando em dinheiro 17 mil dólares à sua "sobrinha querida" Anna Marie Hahn. Ela logo começou a cuidar do senhor de 67 anos, George Gsellman, também de Cincinnati. Por seu serviço antes de sua morte, em 6 de julho de 1937, ela recebeu 15 mil dólares.
Georg Obendoerfer foi o último a morrer, em 1 de agosto de 1937, após viajar até Colorado Springs, Colorado, junto de Anna e de seu filho. A polícia disse que Obendoerfer, um sapateiro, "morreu em agonia, logo após Anna Marie Hahn debruçar-se sobre seu leito de morte perguntando seu nome, professando que ela não conhecia o homem". Seu filho testemunhou em seu julgamento que ele, sua mãe e Obendoerfer viajaram juntos para o Colorado de trem, saindo de Cincinnati, e que durante a viagem, Obendoerfer começou a ficar doente. Uma autópsia revelou altos níveis de arsênico no corpo de Obendoerfer, o que aumentou as suspeitas da polícia. As exumações dos corpos dos seus antigos clientes mostraram que todos foram envenenados.
Após um julgamento sensacionalista de quatro semanas em novembro de 1937, Anna Marie Hahn foi sentenciada à morte na cadeira elétrica da Penitenciária de Ohio. A sentença de Anna Marie foi cumprida em 7 de dezembro de 1938, sendo a primeira mulher executada no estado. Ela foi enterrada no Mount Calvary Cemetery, em Columbus.